# Sonata per pianoforte n. 5 (Skrjabin)

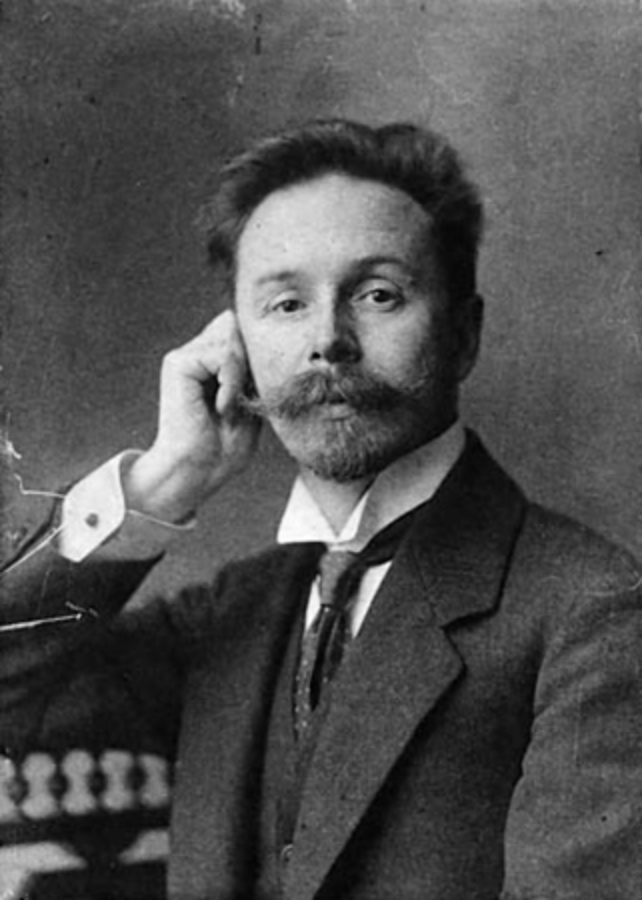
Aleksandr Nikolaevič Skrjabin (1872-1915)

La Sonata per pianoforte n. 5, Op. 53, è un'opera scritta da Aleksandr Nikolaevič Skrjabin nel 1907. Questa fu la sua prima sonata ad essere scritta in un movimento, un formato che mantenne da allora in poi. Un'esecuzione dura normalmente da 11 a 12 minuti.

## Composizione

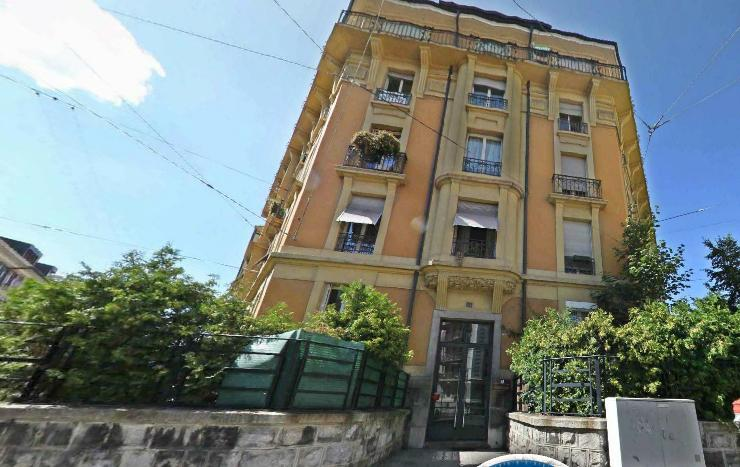
Avenue de la Harpe 14, a Losanna, in Svizzera. Skrjabin visse in quest'edificio fra il 1907 e il 1908. Qui revisionò lo spartito del Poema dell'Estasi e compose la quinta sonata per pianoforte.

Dopo aver terminato il suo poema sinfonico Le Poème de l'Extase, Op.54, Skrjabin non si sentiva a proprio agio nel vivere a Parigi. All'inizio di settembre 1907 scrisse:
Skrjabin decise di andare a vivere a Losanna con la moglie Tat'jana incinta, poiché trovava che il posto era più economico, più tranquillo e più sano, a sole 7 ore da Parigi. Inoltre, fece stampare lì la sua musica, perché aveva recentemente interrotto la sua collaborazione di lungo termine con l'editore Mitrofan Petrovič Beljaev a causa di discrepanze finanziarie.
Nel suo nuovo clima domestico pacifico nell'Edificio C di Place de la Harpe, Skrjabin poteva suonare il piano senza timore delle lamentele dei vicini e presto iniziò a comporre di nuovo, insieme alle revisioni che stava facendo alla partitura di Le Poème. L'8 dicembre Tatyana scrisse ad un amico:
Alla fine di dicembre, Skrjabin scrisse a Morozova in merito all'imminente completamento del suo nuovo lavoro:
Sebbene la scrittura vera e propria sia durata solo sei giorni, dall'8 al 14 dicembre 1907, alcune idee erano state concepite molto prima. Le prime nove battute del primo tema dell'esposizione, Presto con allegrezza (mm. 47 e seguenti), si trovano in un quaderno del 1905-1906, quando Skrjabin era a Chicago. Un altro quaderno del 1906 contiene il tema Imperioso (mm. 96 e seguenti), mentre è possibile scorgere anche elementi del Meno vivo (mm. 120 e seguenti), nonché passaggi tracciati per alcune altre sezioni.

### Epigrafe di Skrjabin
Skrjabin incluse un'epigrafe in questa sonata, estratta dal suo saggio Le Poème de l'Extase:
| Testo russo originale Я к жизни призываю вас, скрытые стремленья! Вы, утонувшие в темных глубинах Духа творящего, вы, боязливые Жизни зародыши, вам дерзновенье приношу!                            |
| Traduzione originale in francese Je vous appelle à la vie, ô forces mysterieuses! Noyées dans les obscures profondeurs De l’esprit créateur, craintives Ebauches de vie, à vous j’apporte l’audace! |
| Traduzione italiana Vi chiamo alla vita, o forze misteriose! Annegato nelle profondità oscure Dello spirito creativo, impaurito Embrioni di vita, a voi porto audacia!                              |

Cinque mesi dopo il suo completamento, Skrjabin pubblicò il lavoro stesso a Losanna, producendo un'edizione con 300 copie. Successivamente regalò l'autografo al suo allievo Alfred La Liberté. Nel 1971 la vedova del pianista consegnò il manoscritto, insieme a vari altri documenti, al Museo Skrjabin.
L'opera fu presentata in anteprima il 18 novembre 1908 a Mosca dal pianista Mark Meitschik.

## Struttura
Il pezzo è scritto in forma sonata con un'introduzione. La struttura del lavoro è descritta nella tabella seguente:
| Sezione         | Sottosezione | Estratto | Misure  | Descrizione |
| --------------- | ------------ | -------- | ------- | --- |
| Introduzione    | 1            |          | 1-12    | La sonata inizia con un'introduzione. La sua prima parte consiste in un tema agitato, segnato allegro-impetuoso-con stravaganza. È caratterizzato da trilli e glissando e termina con una irruenza crescente e agitata seguita da una pausa. |
| Introduzione    | 2            |          | 13-46   | Un secondo tema segue alla m. 13, segnato languido. |
| Esposizione     | Primo tema   |          | 47-95   | L'esposizione inizia alla m. 47. Il primo tema, segnato presto con allegrezza, è in Fa♯ maggiore e impostato in forma binaria. La prima metà inizia con una frase di 6 battute (armonizzata come accordo dominante di undicesima) seguita dalla stessa frase trasposta un quarto superiore (armonizzato con un accordo di settima in do♯ minore). Dopo questo, una frase a 4 battute e una derivata a 5 battute. La seconda metà (mm. 69 e seg.) inizia come la ma ora su un pedale tonico. Dopo aver ripreso le prime 12 battute, una serie di frasi più brevi portano più agitazione al passaggio, portando al passaggio di transizione. |
| Esposizione     | Transizione  |          | 96-119  | La transizione inizia alle m. 96 ed è composta da tre motivi di 2 battute. Passa gradualmente dalla tonalità iniziale do♯ maggiore alla tonalità si♭ maggiore del secondo tema. Il primo motivo è segnato imperioso. Il secondo è segnato sotto voce misterioso affanato. Questi due motivi sono presentati alternativamente tre volte, quindi il secondo è prolungato ed esplode in un terzo motivo a 2 battute segnato quasi trombe-imperioso. Un accordo di nona dominante prepara l'ingresso del secondo tema. |
| Esposizione     | Secondo tema |          | 120-139 | Il secondo tema inizia alla misura 120. È segnato meno mosso, è in si♭ maggiore e anche impostato in forma binaria. La prima metà inizia con una frase cromatica costruita su un accordo dominante. Il secondo (mm. 134 ff.) cita il primo ma ora su un pedale tonico. |
| Esposizione     | Codetta      |          | 140-165 | La codetta segue alla m. 140, interrompendo il secondo tema. Si compone di tre motivi. In primo luogo un nuovo motivo di 2 battute, contrassegnato allegro fantastico, seguito da un'idea più lunga, segnata presto tumultuoso esaltato, che viene affermato due volte. Si conclude con una versione abbreviata del tema del trillo trasposto su un accordo maggiore di seconda. |
| Sviluppo        | 1            |          | 166-184 | Lo sviluppo a m.166 inizia presentando le prime 17 battute del tema del languido trasposte in un accordo maggiore di seconda. |
| Sviluppo        | 2            |          | 185-226 | La sezione di sviluppo segue con un episodio che mostra il primo tema, che viene "interrotto" più volte dal motivo imperioso. |
| Sviluppo        | 3            |          | 227-270 | La sezione successiva presenta materiali derivati dalla coda e dall'introduzione. Innanzitutto, viene sviluppato il presto tumultuoso esaltato. Il tema dei trilli è brevemente citato (mm.247-250). Quindi viene imitato il tema languido (mm.251 ff.). |
| Sviluppo        | 4            |          | 271-288 | Alla misura 271 appaiono frammenti del tema del meno mosso. All'inizio, è esposto parzialmente due volte e poi è interrotto per due volte dal tema dell'allegro fantastico. |
| Sviluppo        | 5            |          | 289-312 | A m. 289 il motivo dell'allegro fantastico succede al tema del meno mosso e inizia un passaggio costruito su questo motivo, che crea una tensione crescente. |
| Sviluppo        | 6            |          | 313-329 | A m. 313 il passaggio allegro fantastico esplode in un apice basato sul tema meno mosso. La frase di quattro battute è pronunciata tre volte, ognuna una quinta inferiore, prima in re♭ maggiore, poi in sol♭ e infine in si. Tuttavia, il culmine finale atteso è interrotto dalla riesposizione del primo tema in pp. |
| Ricapitolazione |              |          | 329-400 | L'esposizione (seconda metà del primo tema, transizione, secondo tema) viene ripetuta nota per nota trasposta di una quinta verso il basso. |
| Coda            |              |          | 401-457 | La coda viene modificata in modo da portare a una dichiarazione fff climatica del tema languido, seguita dalla corsa ascendente della prima idea musicale. |

## Linguaggio armonico
Secondo Samson, a differenza delle sue successive sonate, la forma sonata di quest'opera ha ancora qualche significato per la struttura tonale dell'opera. Ciò significa che la sonata è probabilmente in fa♯ maggiore (a causa dei sei diesis iniziali in chiave), ma si potrebbe anche dire che la sonata è atonale per la mancanza di un centro tonale ben definito.
L'opera non contiene cadenze perfette né accordi consonanti.
L'opera presenta una delle strane occorrenze dell'intero accordo mistico scritto in quarte (mm. 264 e 268). Jim Samson sottolinea che si adatta bene alle sonorità e all'armonia di qualità prevalentemente dominante di Skrjabin in quanto potrebbe assumere una qualità dominante in do o fa♯. Questa relazione tritonica tra possibili risoluzioni è importante per il linguaggio armonico di Skrjabin ed è una proprietà condivisa dalla sesta francese (anch'essa notevolmente utilizzata nel suo lavoro).
Il pezzo contiene anche un'istanza incipiente dell'accordo mistico che aiuta a illuminare le sue origini nel linguaggio tonale; prima apparendo a m. 122, il set [0 2 4 6 T] viene presentato come un accordo dominante con la quinta abbassata nel basso, successivamente rivelato come un'appoggiatura estesa alla tonica (m. 134), sulla quale le stesse note formano un accordo maggiore di tredicesima nella posizione principale. Si confronti questa presentazione con l'accordo mistico "maturo", [0 1 3 5 7 9].

## Incisioni
Questa è la sonata più registrata di Skrjabin. Il pianista Svjatoslav Richter lo ha descritto come il pezzo più difficile dell'intero repertorio pianistico, insieme al Mefisto valzer n. 1 di Franz Liszt.
Le registrazioni degne di nota includono quelle di Aleksej Sultanov, Vladimir Aškenazi, Vladimir Horowitz, Svjatoslav Richter, Vladimir Sofronickij, Michael Ponti, Samuil Fejnberg, Glenn Gould, Garrick Ohlsson, Marc-André Hamelin, Bernd Glemser, Maria Lettberg e Igor' Žukov.